# Думный генерал
Ду́мный генера́л — чин, существовавший в России до Петра Великого. Думный генерал заседал в боярской думе и стоял выше постельничего, но ниже думных дворян и окольничих. Оклад его равнялся окладу кравчего и постельничего. За отличие думных генералов возводили в окольничих.
Звание введено в попытке связать воедино две иерархии: традиционную русскую и западноевропейскую систему производства в чины, предоставляя возможность отличившимся русским командирами полков «нового строя» войти в правящую элиту Русского государства и заседать в Боярской думе. 
Уже весной 1678 года В. А. Змеев именовался в документах «думным дворянином, генералом и сходным воеводой».
Не позднее осени 1682 года чин думного генерала получил командир 1-го Московского выборного полка А. А. Шепелев; возможно, этот чин получил командир 2-го Московского выборного полка М. О. Кровков, вскоре (после стрелецкого бунта) отосланный из Москвы в Якутск.
Чин был ликвидирован во время петровских реформ государственного управления.